# Юарт, Уильям
Уильям Юарт (англ. William Ewart; 1798—1869) — британский политик.

## Биография
Родился 1 мая 1798 года в Ливерпуле.
Образование получил в Итонском колледже и в колледже Крайст-Чёрч, получив в нём премию Newdigate Prize. 

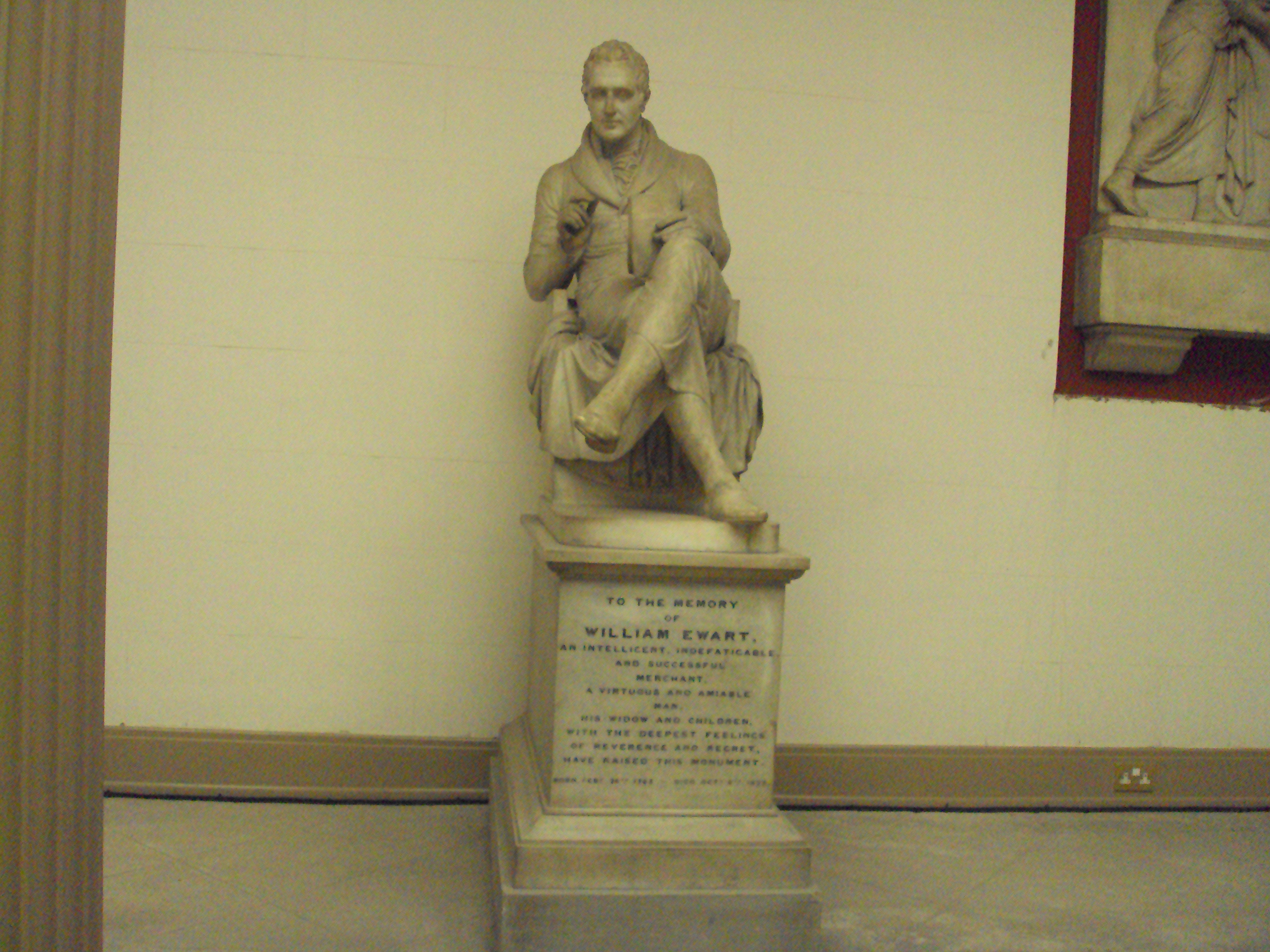
Памятник в The Oratory, Ливерпуль

В середине 1827 года стал служить в адвокатском обществе Middle Temple, в следующем году вошел в Парламент Британии от города Bletchingley в графстве Суррей, где проработал по 1830 год. Затем работал в палате общин британского Парламента от Ливерпуля (с 1830 по 1837 годы), Уигана (с 1839 по 1841 годы) и города Dumfries Burghs (с 1841 года и до своей отставки в 1868 году). 

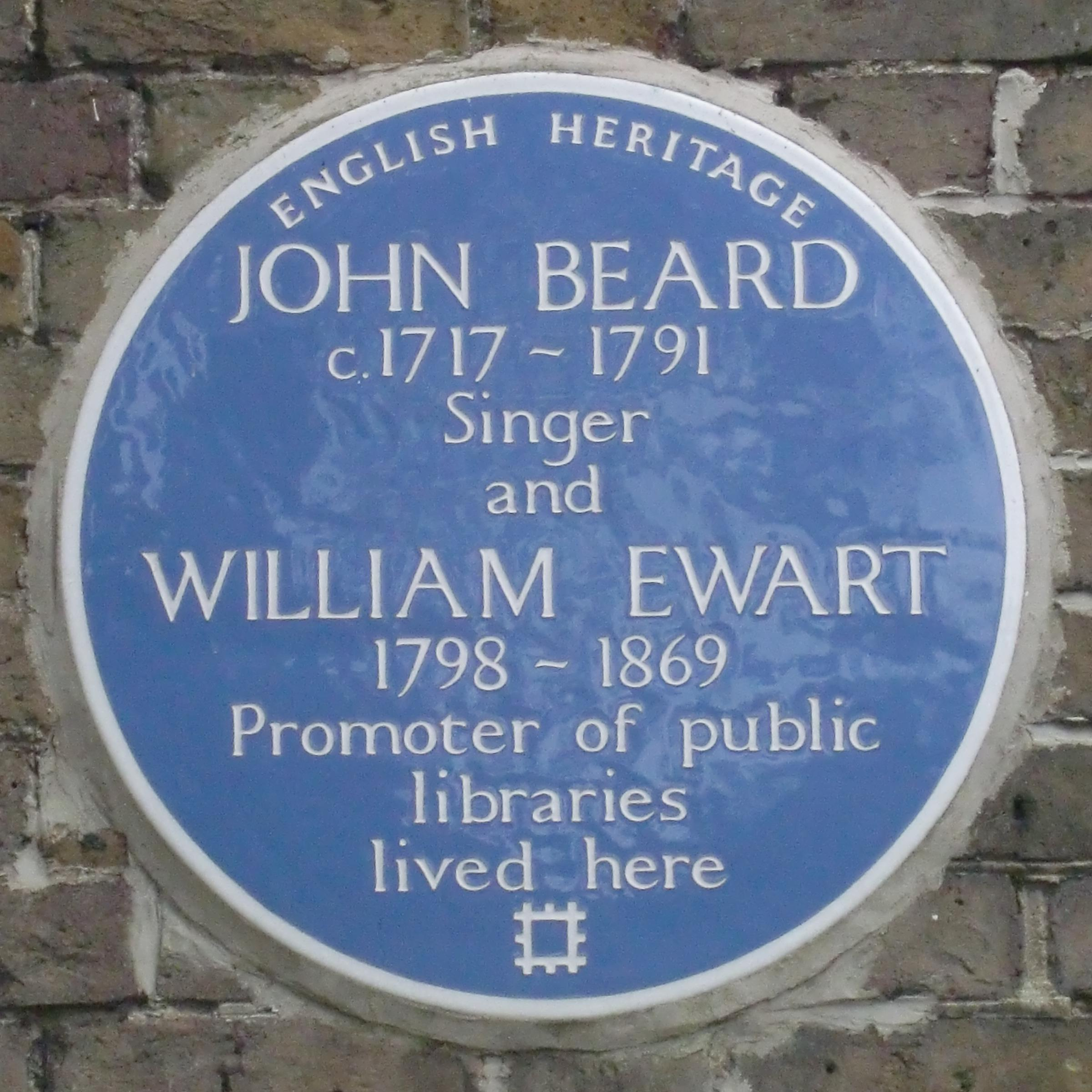
Табличка Уильяма Юарта

В политике Уильям Юарт был либералом в политике, участвовал в законотворческой деятельности. Одним из его законопроектов в 1850 году стал закон по созданию бесплатных общественных библиотек, а в 1864 году он сыграл важную роль в принятии и использовании метрической системы мер и весов. Был сторонником отмены смертной казни, и по его инициативе была создана Королевская комиссия по рассмотрению этого вопроса. Также принял участие в разработке памятных знаков в Лондоне — синих табличек, которых сам был удостоен.
Он был близким другом священника Уильяма Гаскелла (англ. William Gaskell) и его жены, известной писательницы Элизабет Гаскелл, иногда останавливался в их доме Broadleas House. Дочь Юарта — Мэри, была наперсницей миссис Гаскелл.
Умер 23 января 1869 года в своём доме Broadleas House города Devizes, графство Уилтшир.